# Joseph Iléo
Joseph Iléo (15 de setembro de 1921 - 19 de setembro de 1994), posteriormente zairianizado como Sombo Amba Iléo, foi um político quinxassa-congolês e Primeiro-ministro do Congo-Quinxassa por dois períodos.

## Biografia

### Antes da independência
Em 1956, foi um dos autores do Manifeste de la Conscience Africaine, que exigia o direito dos africanos ao autogoverno. Em 1958, foi um dos fundadores do Movimento Nacional Congolês (MNC). Quando o movimento se dividiu um ano mais tarde, ele se juntaria a facção MNC-K liderada por Albert Kalonji.

### Após a independência
Íleo foi eleito para o Senado e, em seguida, aprovou o seu presidente em junho de 1960. Após a destituição do então primeiro-ministro Patrice Lumumba, Iléo foi declarado primeiro-ministro pelo presidente congolês Joseph Kasa-Vubu em 5 de setembro de 1960. Ocupou o cargo até 20 de setembro de 1960. Sob seu sucessor, Albert Ndele, atuou como Ministro da Informação. Foi novamente declarado primeiro-ministro em 9 de fevereiro de 1961. Permaneceu cargo até 2 de agosto de 1961.
De março a dezembro de 1979, Iléo atuou como Presidente do Conselho Legislativo (Parlamento).
Em abril de 1990, fundou o Partido Democrata e Social Cristão e foi presidente do partido até sua morte em 1994.